# Assimiou Touré
Assimiou Touré (Sokodé, 1 de janeiro de 1988) é um futebolista togolês. Joga atualmente no KFC Uerdingen.

## Carreira
Assimiou Touré fez parte do elenco da Seleção Togolesa de Futebol na Copa do Mundo de 2006.